# Olivier Claessens
Olivier Claessens (Edegem, 22 december 1988) is een Belgische voetballer die meestal als aanvallende middenvelder of spits wordt uitgespeeld. In het seizoen 2020/21 speelt hij voor KFC Baal

## Voetbalcarrière
Claessens sloot zich in 1994 aan bij FC Kontich. In 2000 verhuisde hij naar Lyra, waar Antwerp hem in 2004 weghaalde. Claessens maakte zijn debuut bij de eerste ploeg van Antwerp op 13 juli 2005, in een oefenwedstrijd tegen Zandvliet Sport. In het seizoen 2005-2006 speelde hij elf competitiewedstrijden voor de Great Old en hij verhuisde op 7 februari 2007 naar het Nederlandse Willem II.Op het einde van het seizoen 2007-2008 keerde hij terug naar België, waar hij tekende voor derdeklasser Racing Mechelen. RC Mechelen kende een uitstekend seizoen en schakelde in de Beker van België de eersteklassers Germinal Beerschot en SV Zulte Waregem uit. Claessens wekte de interesse van een aantal eersteklassers en verhuisde op 31 augustus 2009 uiteindelijk naar Cercle Brugge, waar hij een contract van één seizoen met optie ondertekende. Hij maakte zijn eersteklassedebuut voor Cercle op 12 september 2009 op het veld van Charleroi. Zijn eerste jaar bij Cercle ging echter, voornamelijk door blessures, de mist in waarop de Brugse vereniging besliste zijn contract niet te verlengen. Hierdoor ging hij naar FCV Dender EH. Onder leiding van huidig assistent-bondscoach van de Belgische Nationale ploeg Vital Borkelmans maakte Claessens een goede indruk door in 32 wedstrijden 9 goals en 12 assists af te leveren. Dit wekte interesse van andere tweede klassers, zoals promovendus Sportkring Sint-Niklaas die Claessens een 3-jarig profcontract gaven. Na een goede start bij Sportkring Sint-Niklaas, 17 wedstrijden in eerste seizoenshelft verkiest Sportkring Sint-Niklaas ervoor om Claessens bij de beloften te plaatsen ondanks een nog 2 jaar lopend contract. Op het einde van dat seizoen verkast Claessens dan ook naar KSC Grimbergen. Daar vond Claessens in 22 wedstrijden 7 keer de weg naar doel en leverde hij 13 assists af. Dit wekte de interesse van Berchem Sport. Enig minpuntje is dat Claessens reeds in februari tekende bij Berchem Sport en dat KSC Grimbergen daardoor Claessens niet meer opstelde. Na een mindere start en een trainerswissel op een 12de stek, na een knappe 13/15 maakte de club nog kans op de 2de periode. Claessens speelde als aanvallende middenvelder of spits bij Berchem Sport. Hij blijft het jaar nadien Berchem Sport trouw en had met 22 basisplaatsen, 10 assists en 6 goals een behoorlijk aandeel in het seizoen 2014/15. Op het einde van het seizoen verkiest Olivier om dichter bij huis te gaan spelen en tekent hij een contract bij KAC Betekom.

## Statistieken
| Seizoen     | Club                    | Land      | Reeks           | Competitie (goals) | Beker (goals) |
| ----------- | ----------------------- | --------- | --------------- | ------------------ | ------------- |
| 2005/06     | Antwerp FC              | België    | Belgacom league | 1 (0)              | 1 (0)         |
| 2006 dec/07 | Antwerp FC              | België    | Belgacom league | 1 (0)              | 0 (0)         |
| 2006/07 jan | Willem II               | Nederland | Eredivisie      | 0 (0)              | 0 (0)         |
| 2007/08     | Willem II               | Nederland | Eredivisie      | 2 (0)              | 0 (0)         |
| 2008/09     | Racing Mechelen         | België    | Derde Klasse A  | 30 (10)            | 6 (2)         |
| 2009/10     | Cercle Brugge           | België    | Jupiler League  | 15 (0)             | 2 (0)         |
| 2010/11     | FCV Dender EH           | België    | Belgacom league | 32 (9)             | 1 (0)         |
| 2011/12     | Sportkring Sint-Niklaas | België    | Belgacom league | 17 (2)             | 1 (0)         |
| 2012/13     | KSC Grimbergen          | België    | Derde Klasse B  | 23 (7)             | 3 (2)         |
| 2013/14     | Berchem Sport           | België    | Derde Klasse B  | 32 (6)             | 1 (1)         |
| 2014/15     | Berchem Sport           | België    | Derde Klasse B  | 27 (5)             | 2 (3)         |
| 2015/16     | KAC Betekom             | België    | Vierde klasse B | 24 (8)             | 3 (3)         |
| 2016/17     | KFC Herent              | België    | P.III           | 21 (24)            | 0 (0)         |
| 2017/18     | K. Kontich FC           | België    | P.I             | 14 (2)             | 0 (0)         |
| 2018/19     | KFC Herent              | België    | P.I             | 30 (21)            | 0 (0)         |
| 2019/20     | KFC Herent              | Belgie    | P.II            | 21 (8)             | 0 (0)         |
| 2020/21     | KFC Baal                | Belgie    | P.II            | 5 (1)              | 0 (0)         |
|             |                         |           | Totaal          | 297 (103)          | 19 (11)       |